# Raoul Josset
Pour les articles homonymes, voir Josset.
Raoul Jean Josset, né le 9 décembre 1892 à Fours et mort le 29 juin 1957 à Dallas, est un sculpteur français.

## Biographie

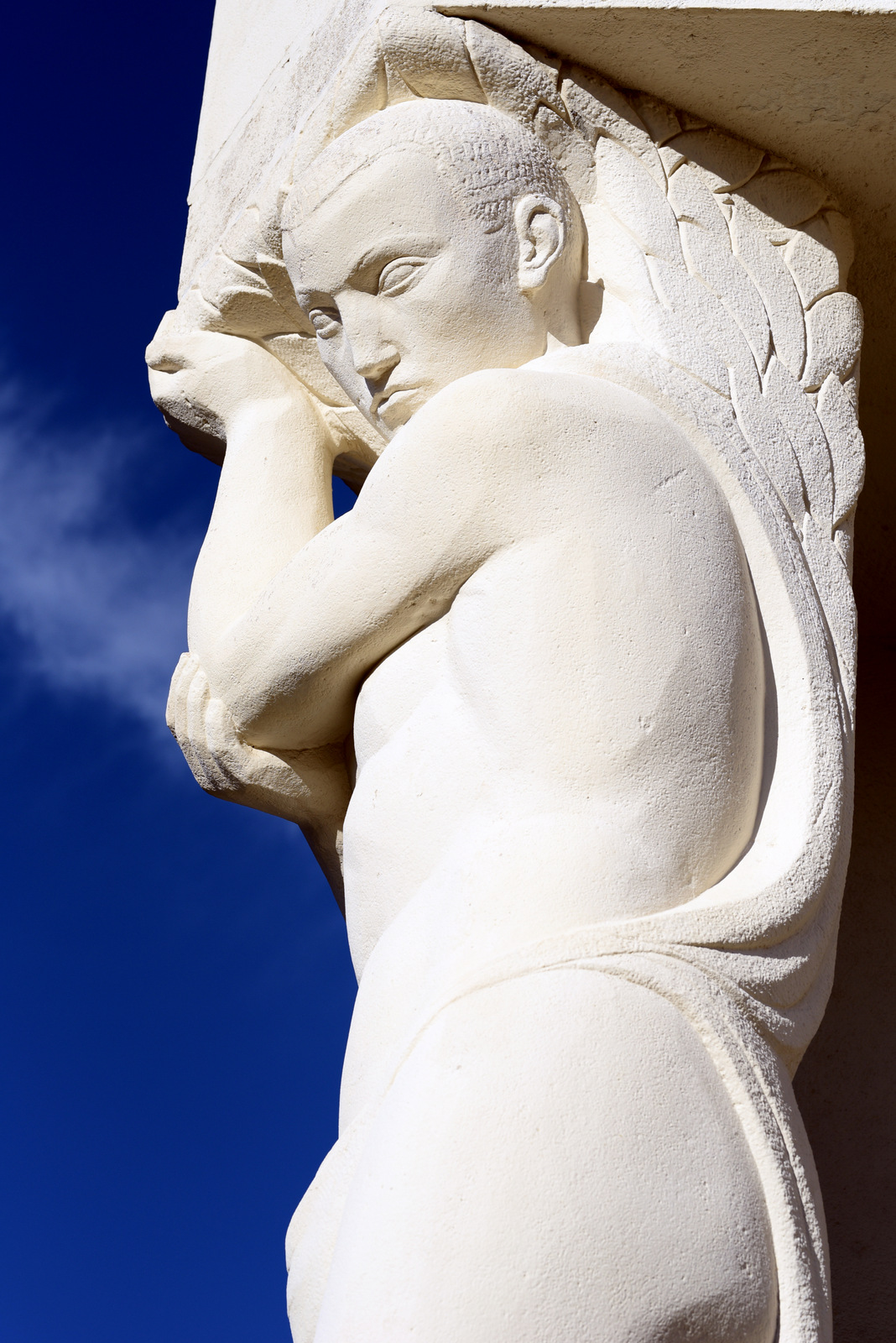
Un des trois atlantes du monument aux morts de Jussy.

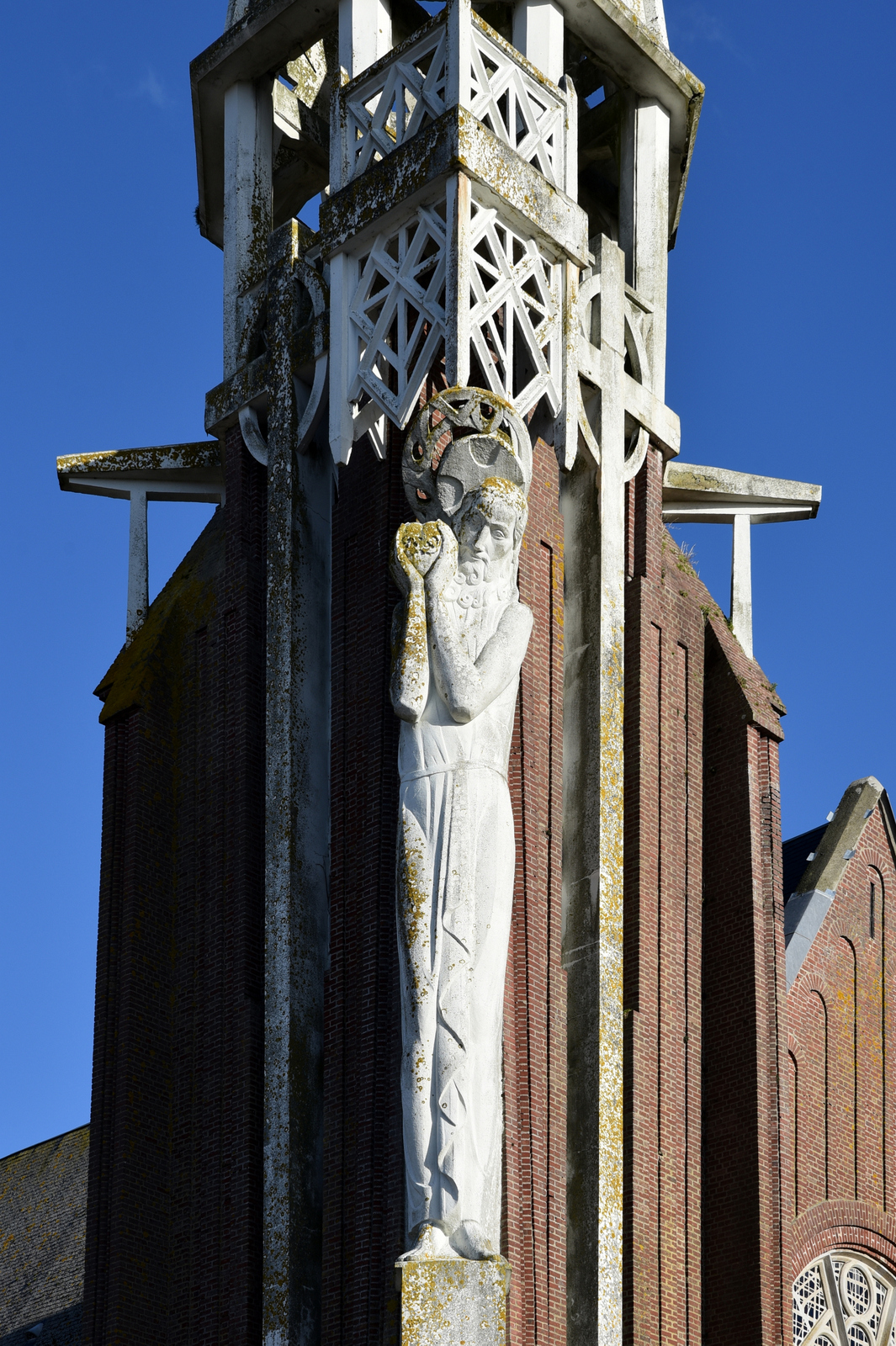
Saint-Quentin sur le clocher de l'église de Jussy.

Son père David Auguste Josset est dentiste. Pendant la Première Guerre mondiale, Raoul Josset travaille comme interprète pour les forces américaines en France.
Il est l'élève d'Antoine Bourdelle entre 1920 et 1926. Il travaille aux États-Unis à partir de 1933 en collaboration avec le sculpteur José Martin, né en 1891 à Miéry, Jura, mort à Dallas en 1985.

## Œuvres dans les collections publiques
Aux États-Unis
- Washington-on-the-Brazos : Monument à George Childress.

En France
- Cercy-la-Tour : Monuments aux morts de la Première Guerre mondiale.
- Châtillon-sur-Seine : Monuments aux morts de la Première Guerre mondiale.
- Jussy : Monuments aux morts de la Première Guerre mondiale, 1924. statue colonne représentant saint Quentin, sur l'église du même nom.
- Roupy, église : anges du clocher et un Christ en croix.
- Saint-Germain-d'Anxure : Monuments aux morts de la Première Guerre mondiale, 1924, représente deux soldats portant le corps d'un troisième[4].
- Samoens (Haute Savoie) : Monuments aux morts de la Première Guerre mondiale, 1925, représente un soldat mort soutenu par un personnage féminin, sculpture en granit de Combloux.